# Johanneskapelle (Pürgg)

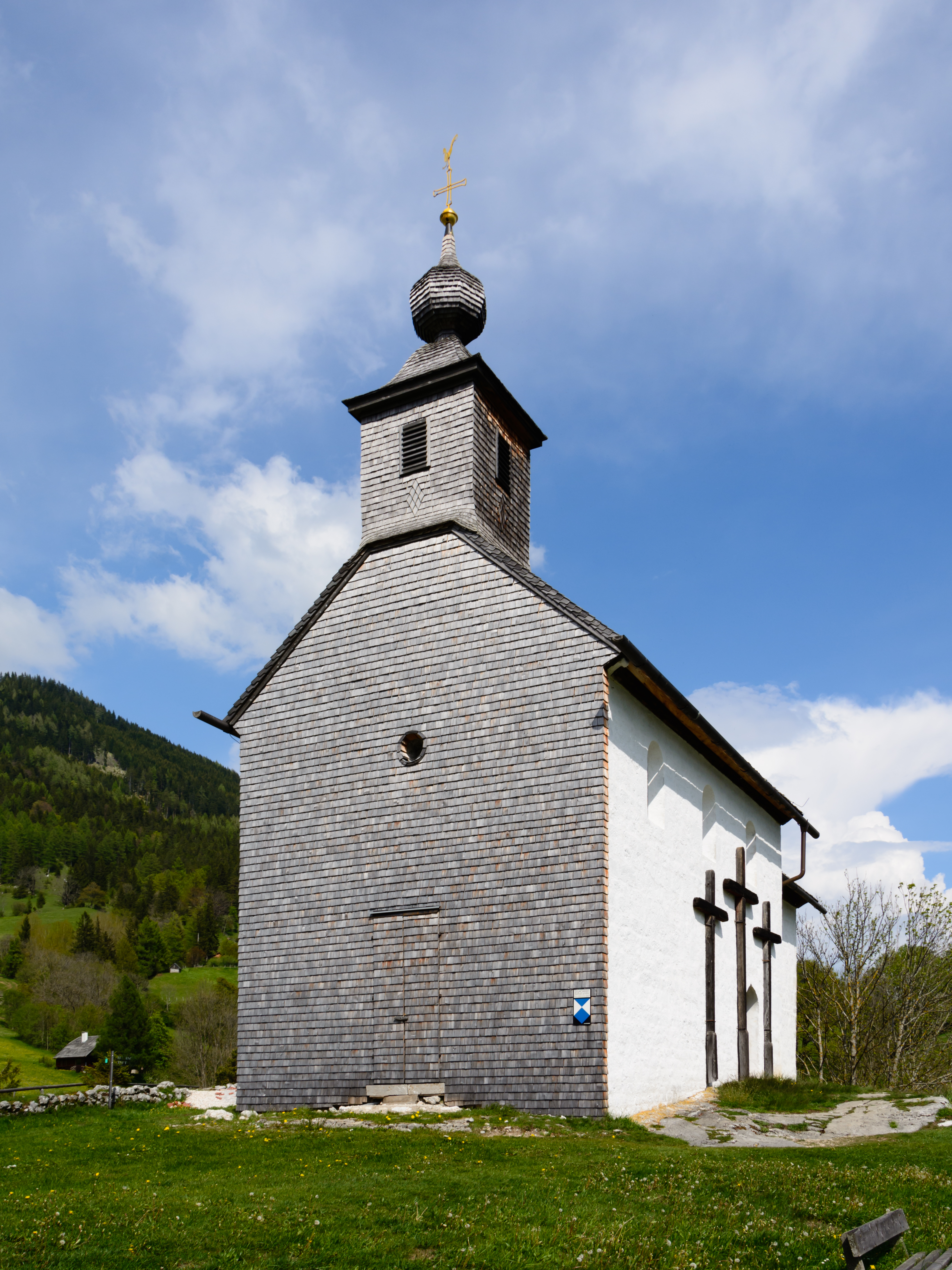
Die Johanneskapelle

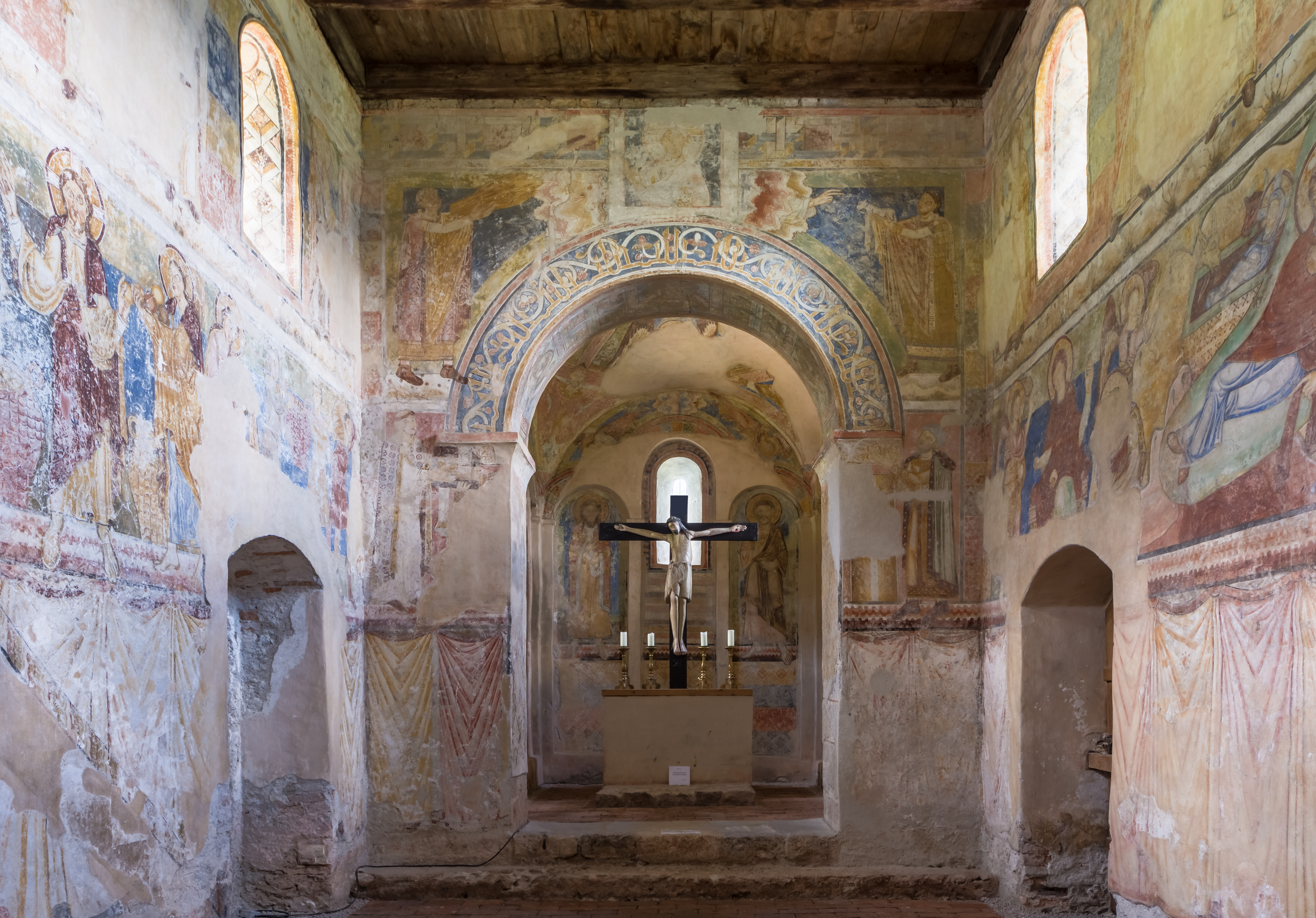
Innenraum

Die Johanneskapelle ist ein kleiner Kirchenbau auf dem Kalvarienhügel im Ortsteil Pürgg der Gemeinde Stainach-Pürgg in der Steiermark. Sie ist dem Evangelisten Johannes geweiht. Die Johanneskapelle ist berühmt wegen ihrer gut erhaltenen mittelalterlichen Fresken. Sie steht unter Denkmalschutz (Listeneintrag).

## Geschichte
Obwohl erst 1350 urkundlich erwähnt, wird angenommen, dass die Kapelle den Rest der ehemaligen Burg Graunscharn der Traungauer darstellt. Aufgrund gewisser baustilistischer Merkmale wird geschlossen, dass sie schon vor 1120 entstanden sein könnte. 
Mit dem Aussterben der Traungauer 1192 wurde die Burg aufgegeben und die Kapelle vermutlich in eine Gedächtniskapelle umfunktioniert. Seit der Barockzeit diente sie als Kalvarienbergstation, worauf auch heute noch die drei Kreuze an der Südwand hinweisen. Im Barock wurde an der Westseite ein kleiner Dachreiter aufgesetzt.
1870 wurden bei Arbeiten an der Kapelle die überstrichenen mittelalterlichen Fresken entdeckt und 1893/1894 restauriert. Die Restaurierung erfolgte leider unsachgemäß, sodass nach kurzer Zeit Schaden durch Abblättern eintrat. Ein weiterer Verfall wurde durch die erneute Bearbeitung von 1937 bis 1948 gestoppt.

## Gebäude

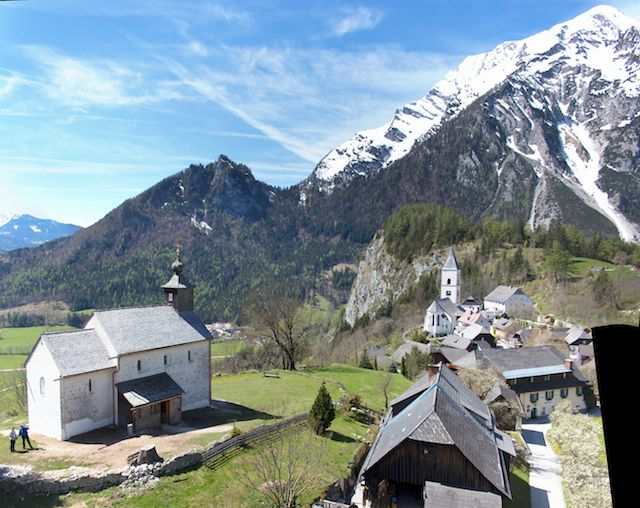
Lage der Johanneskapelle

An einen schlichten Saalbau mit etwa 11 × 6 Meter Grundfläche schließt sich nach Osten ein schmaleres und niedrigeres Chorquadrat an. Das freiliegende Mauerwerk besteht aus würfelig gequaderten Hausteinen. An der Süd- und der Nordwand befinden sich in Hochlage je drei schmale romanische Fensteröffnungen und noch drei nach drei Seiten im Chorraum. In der Westwand ist noch ein kleines Rundfenster vorhanden. Das Gebäude trägt Satteldächer, die wie der Dachreiter und die Westwand mit Schindeln gedeckt sind. Süd-, West- und Nordwand besitzen je eine Türöffnung, wobei sich vor letzterer ein Holzvorbau befindet. Der Übergang vom Kirchenschiff zum Chor wird von einem Rundbogen (Triumphbogen) gebildet.

## Fresken
Außer den Fresken, die fast den gesamten Kirchenraum bedecken, ist an Interieur nur eine einfache Altarmensa mit einem romanischen Kruzifix aus der Pürgger Pfarrkirche vorhanden. Die Fresken stammen aus dem dritten Viertel des 12. Jahrhunderts. Als Auftraggeber wird der Traungauer Markgraf Ottokar III. (1125–1164) vermutet, der auch als eine der beiden links und rechts der Chorraumöffnung dargestellten Stifterfiguren angesehen wird. Die ausführenden Künstler werden dem Salzburger Kunstkreis zugeschrieben, wobei die Bilder erkennen lassen, dass sie mit der byzantinischen Kunst vertraut waren. Die Fresken zählen zu den besterhaltenen dieser Zeit.
Die Sockelzone der Fresken bildet ein gemalter Vorhang. Darüber folgt der etwa zwei Meter hohe Hauptstreifen, auf dem an der Nordseite das Wunder der Brotvermehrung und auf der Südseite Themen um Christi Geburt dargestellt sind. Am westlichen Ende findet sich das profane Motiv des Katzen-Mäuse-Krieges nach Äsop. Im oberen Bildstreifen stehen die törichten Jungfrauen (Nordseite) den klugen (Südseite) gegenüber. Neben dem Triumphbogen sind die Opfer von Kain und Abel dargestellt. Im Schmuckband um den Triumphbogen ist, umrankt von Arabesken, in mehrfacher Wiederholung in kufischer  (altarabischer) Schrift und mit leichter Entstellung das Wort Allah, die arabische Bezeichnung für den einen Gott in allen monotheistischen Religionen, zu lesen.
Im Chor sieht man an der Ostwand für das Patrozinium der Kirche Johannes der Täufer (links) und Johannes Evangelist (rechts), während sich an den Seitenwänden zwei heilige Bischöfe mit regionalem Bezug (Rupert und Virgil?) und zwei Gestalten aus dem Alten Testament mit Kronen und Schriftrollen (David und Melchisedek?) gegenüberstehen. In den vier Segmenten des flachen Gewölbes des Chors finden sich die Evangelistensymbole Stier, Löwe Adler und Mensch neben der zentralen Darstellung von Christus als Lamm mit Kreuznimbus und Kreuzfahne. 
Im gesamten Kirchenraum sind die figürlichen Szenen durch vielfältigen ornamentalen Schmuck bereichert. Zumeist streifenförmig angeordnet, imitiert die Ornamentik häufig Marmor- und Stoffmuster oder bildet pflanzliche beziehungsweise rein geometrische Formen.

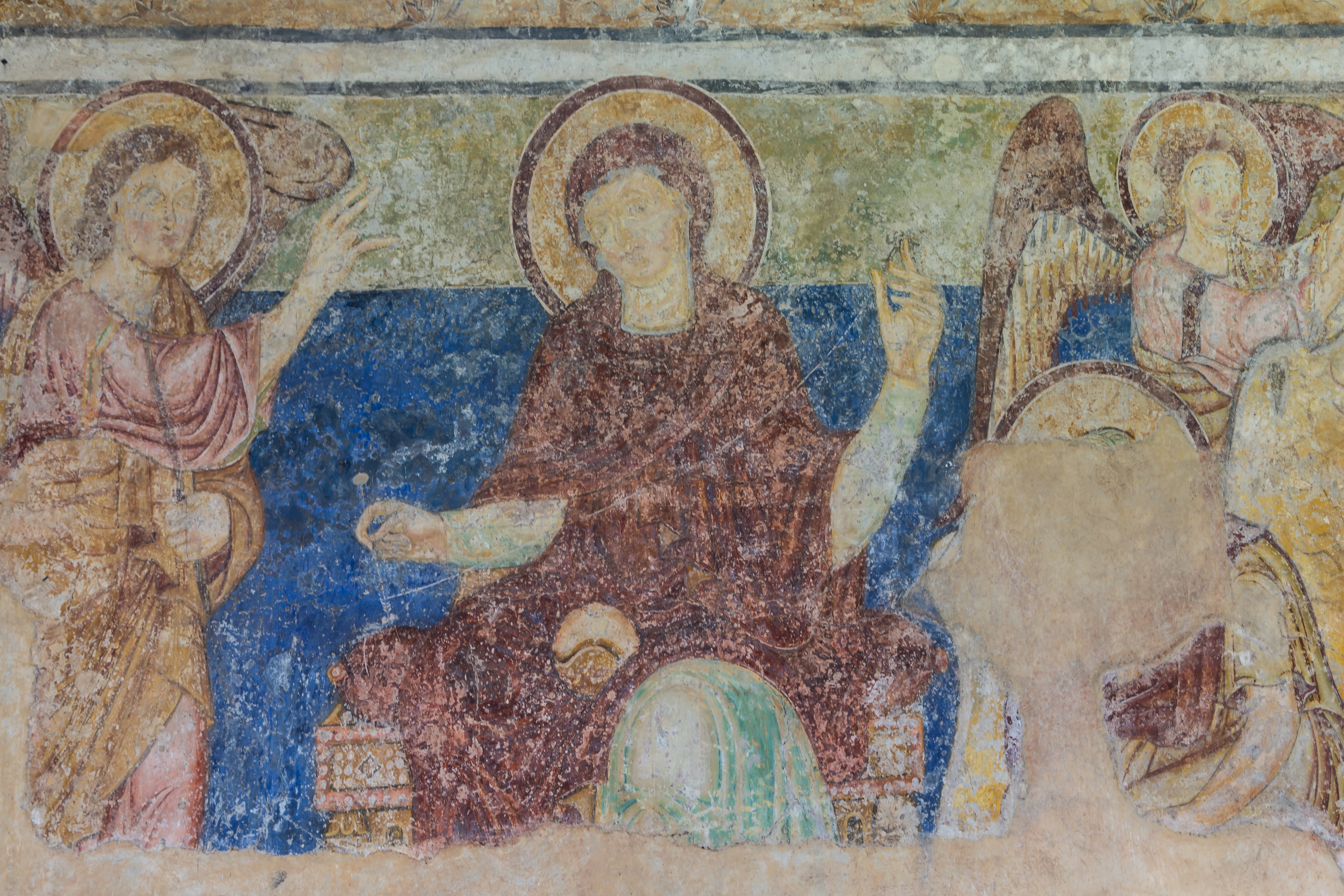
Die Verkündigung
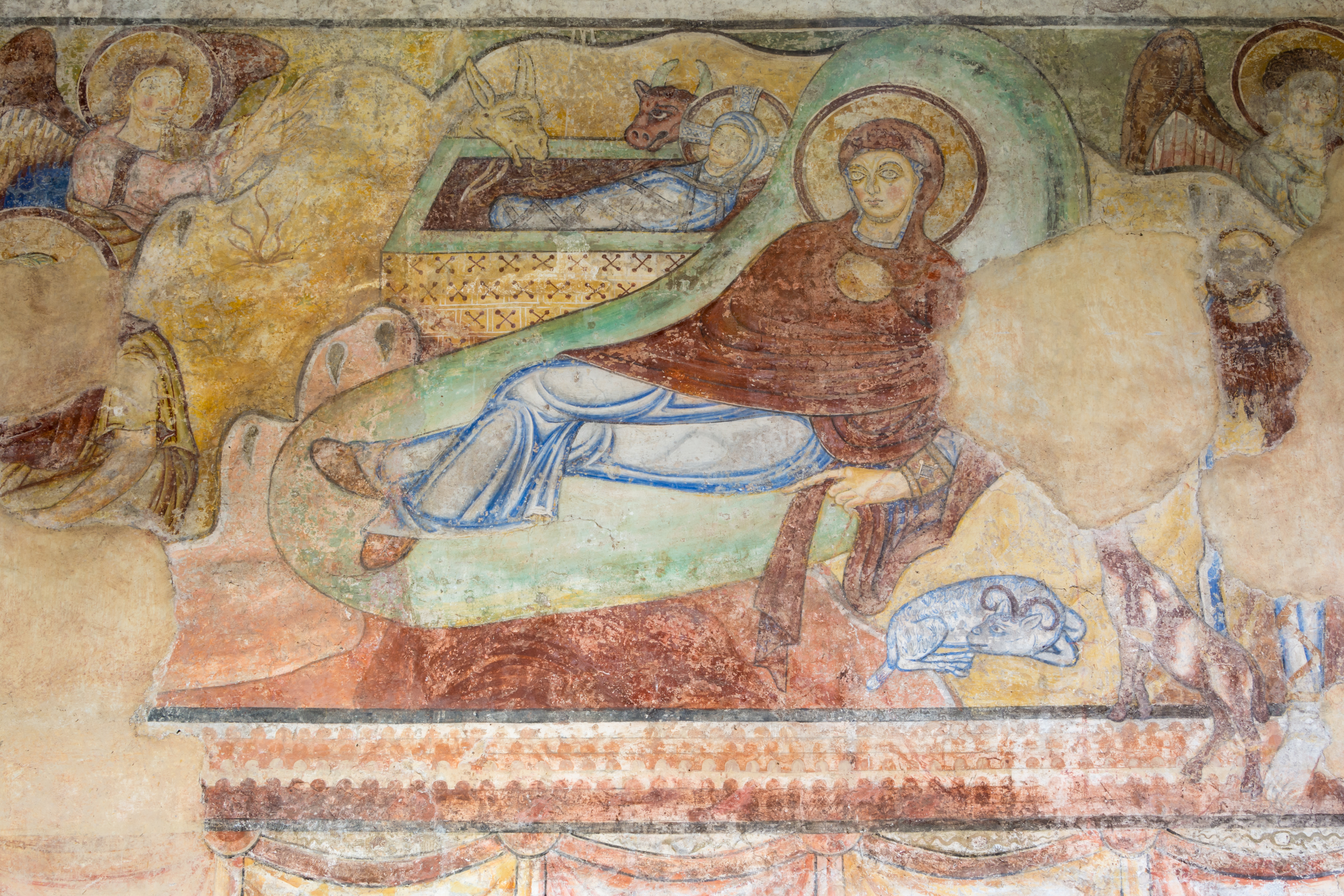
Die Christi Geburt
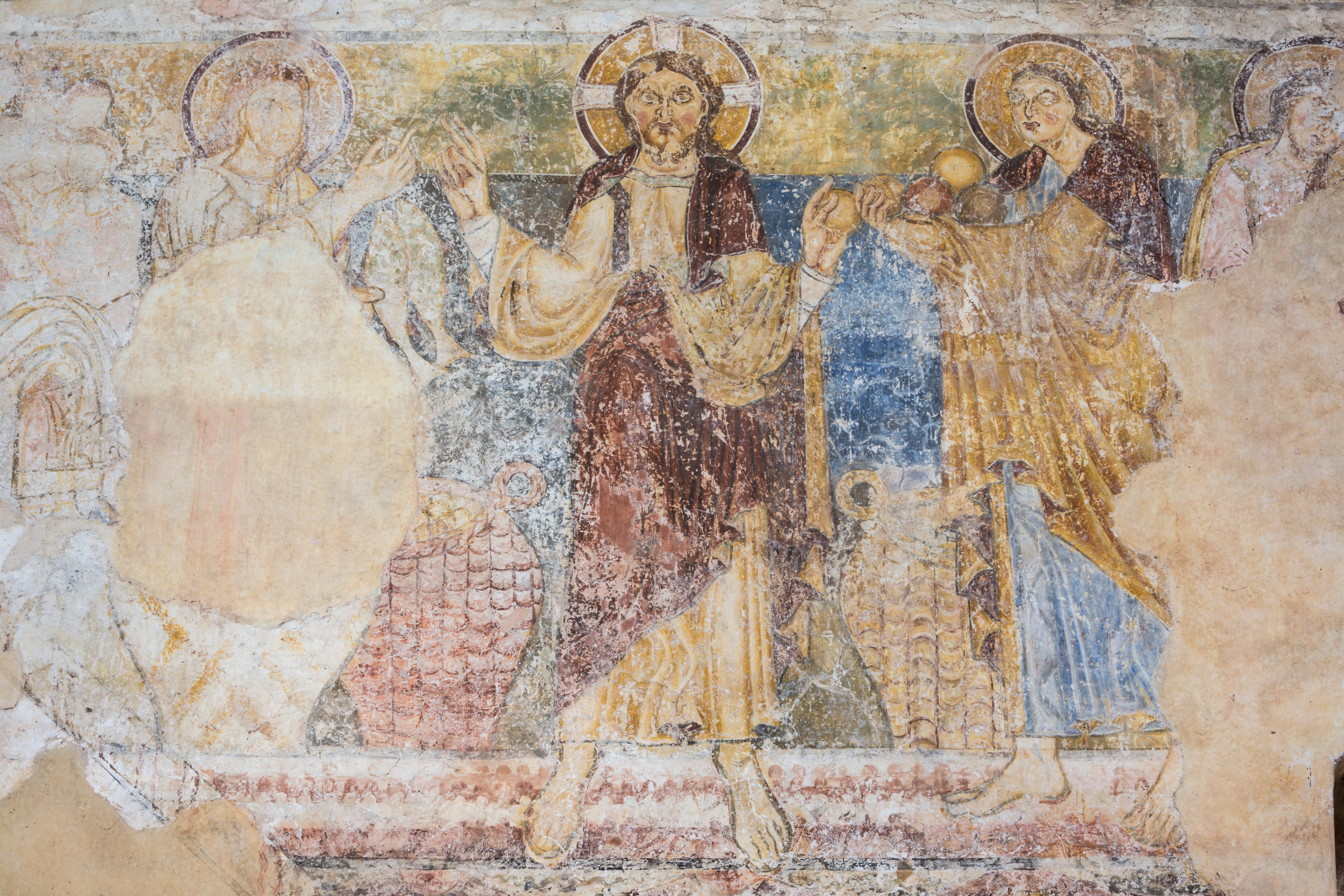
Die wunderbare Brotvermehrung
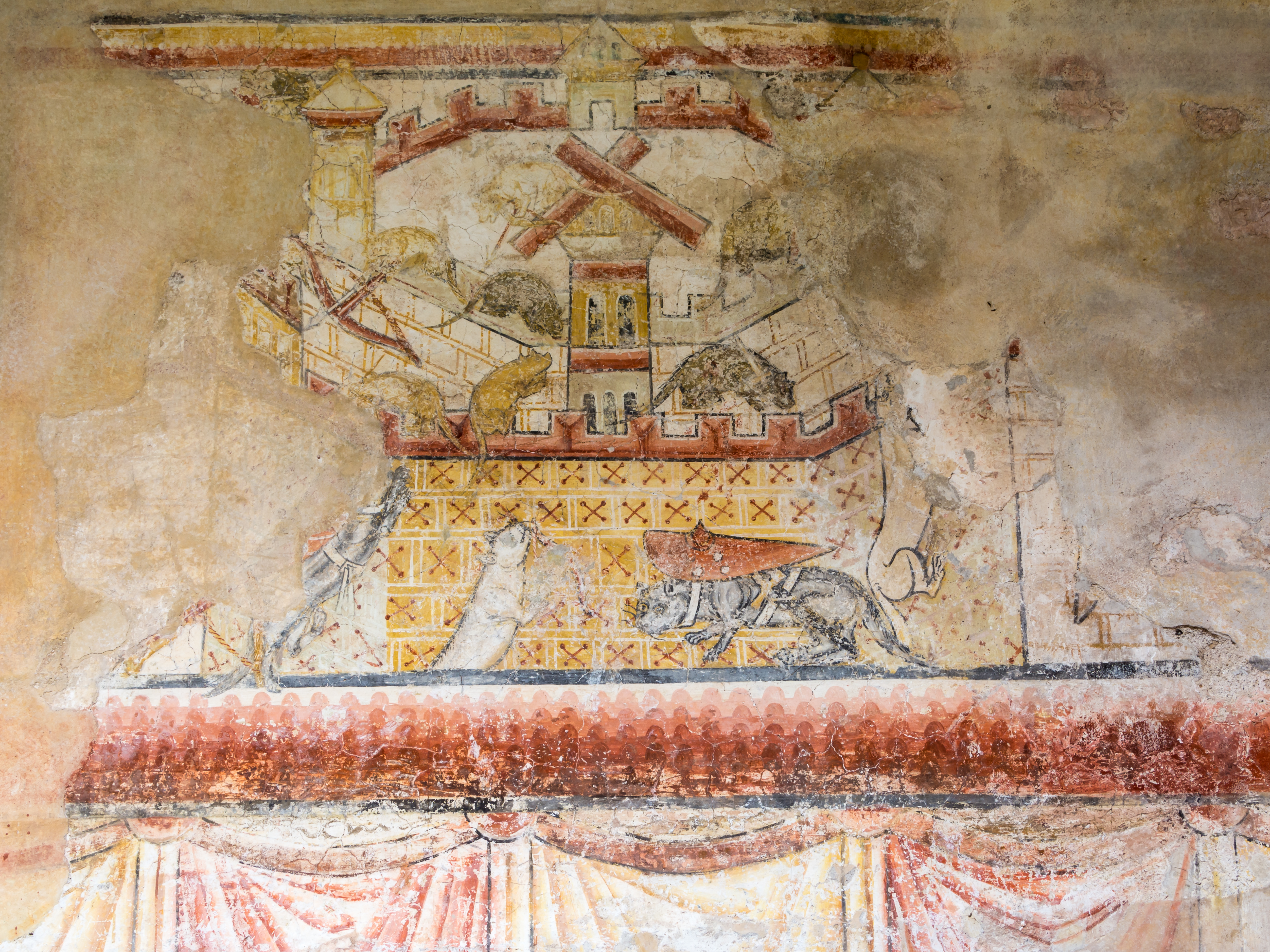
Der Katzen-Mäuse-Krieg
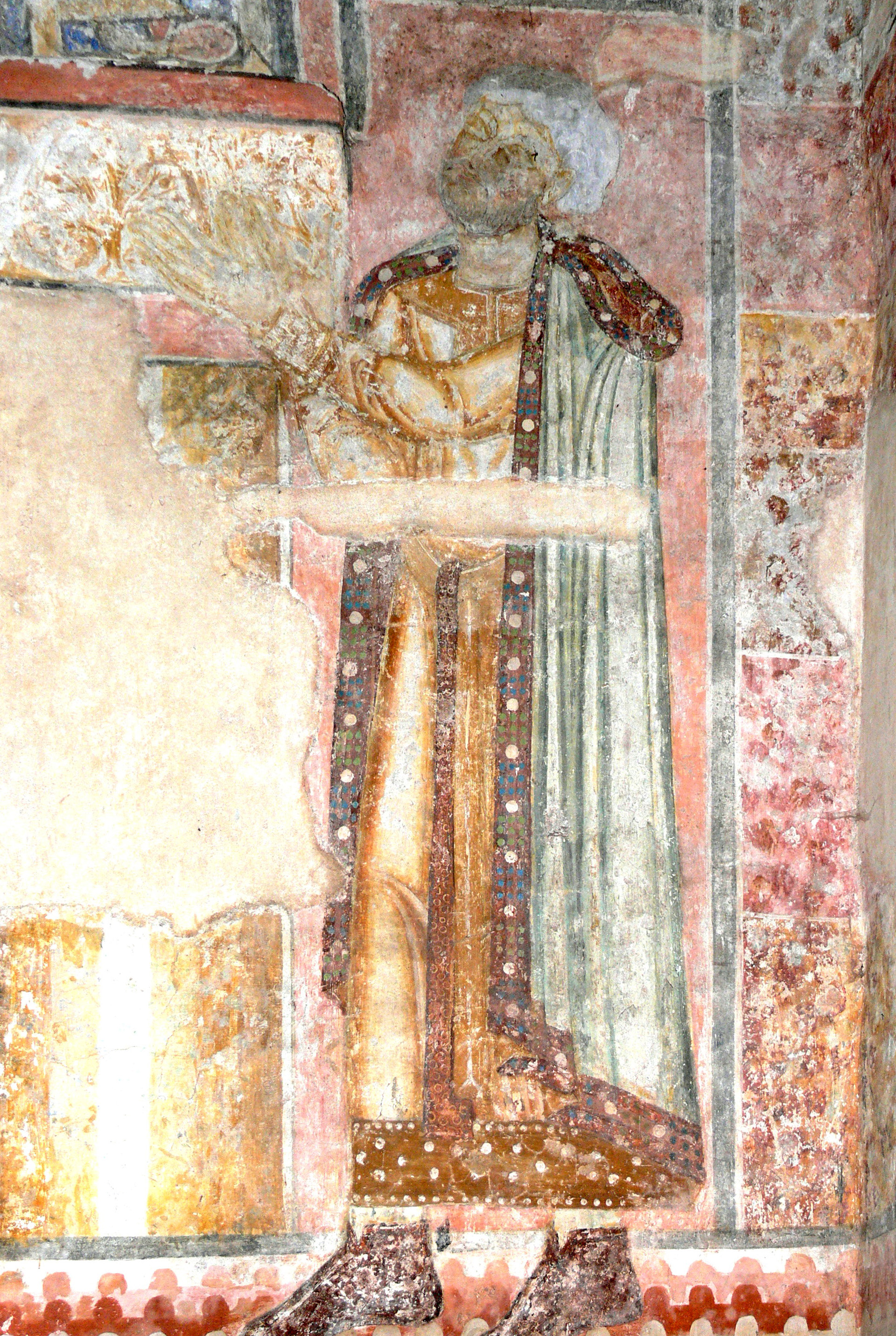
Stifterfigur, Ottokar III.(?)
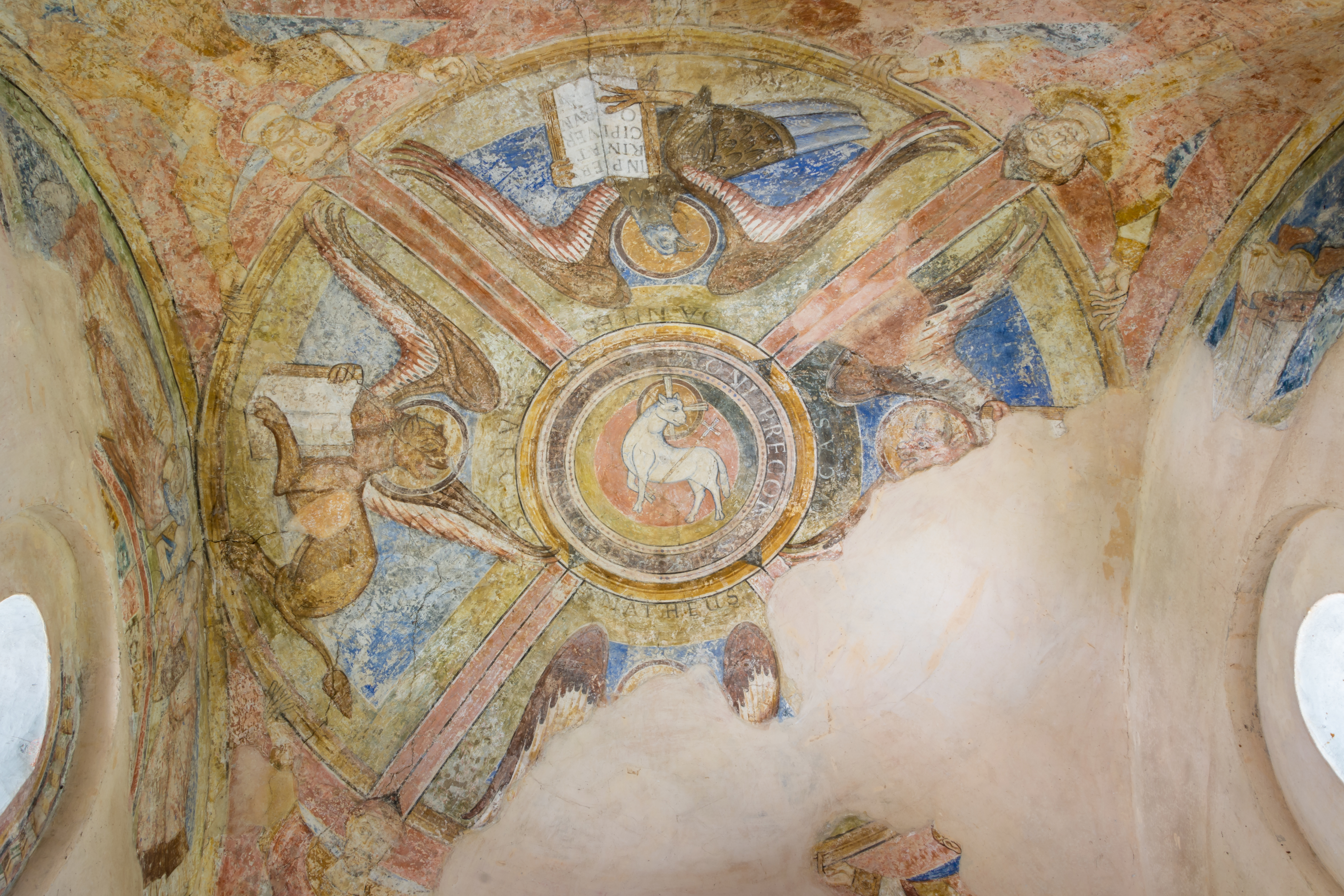
Deckenfresko im Altarraum